# Citroën DS5
O DS5 é um hatchback de luxo de cinco lugares fabricado pela DS Automobiles, marca do grupo Stellantis. É o terceiro modelo introduzido pela marca premium DS.

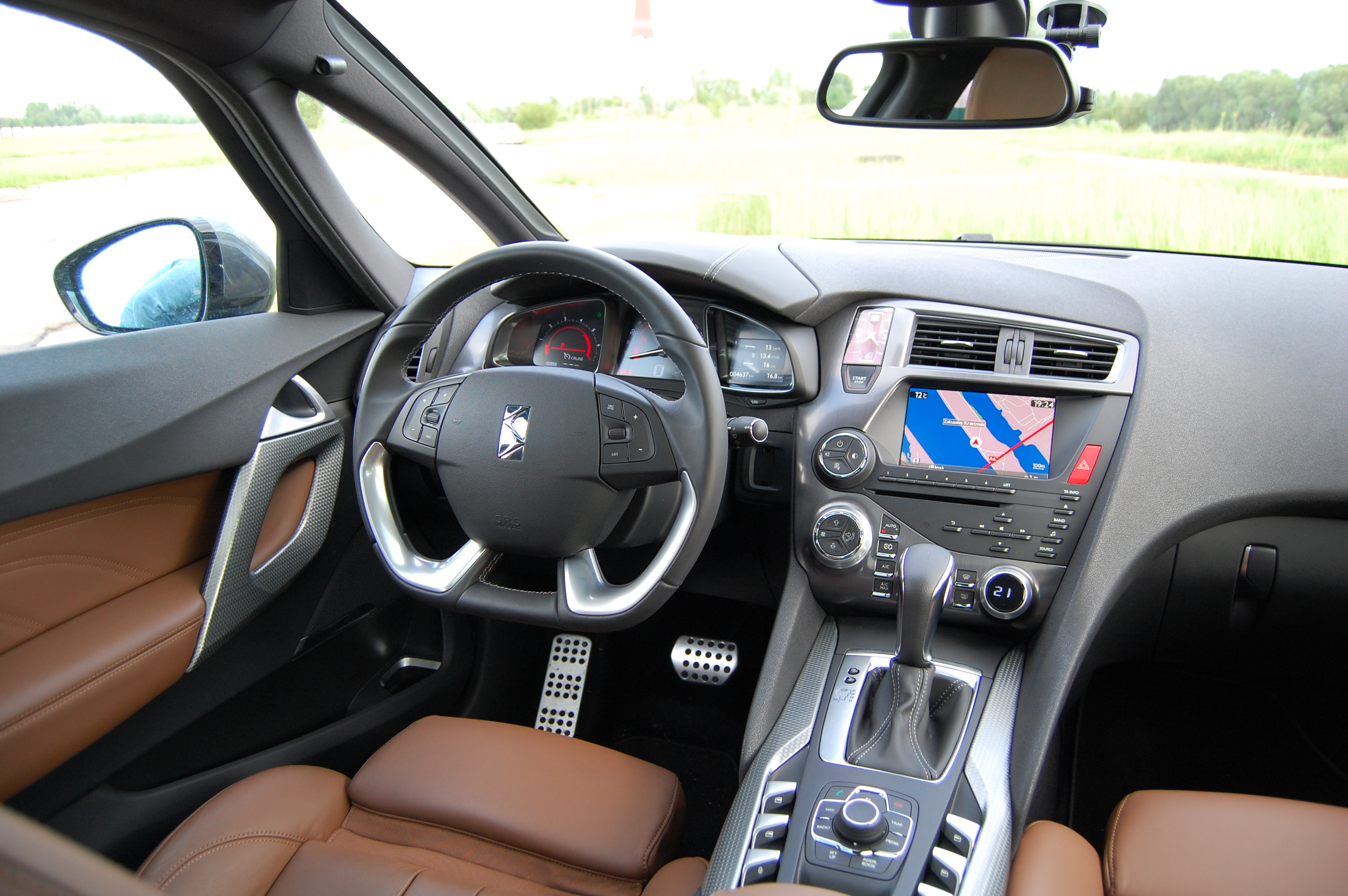
Interior

O interior do veículo faz menção aos cockpits de aviões de caça. Os  principais comandos estão posicionados nos dois consoles centrais, um na parte inferior e outro no teto, o volante tem e base achatada e o display também tem inspiração nos aviões.